# 1969 في الإكوادور
فيما يلي قوائم الأحداث التي وقعت خلال عام 1969 في الإكوادور.

## رياضة
- 1 يناير – الدوري الإكوادوري لكرة القدم 1969 الفائز إل. دي. يو. كيتو.

## مواليد

### فبراير
- 15 فبراير – خوان كارلوس بوربانو لاعب كرة قدم إكوادوري.[1]

### أبريل
- 20 أبريل – دييغو هيريرا لاعب كرة قدم إكوادوري.

### سبتمبر
- 8 سبتمبر – أوزوالدو إيبارا لاعب كرة قدم إكوادوري.[2]

### نوفمبر
- 23 نوفمبر – بايرون مورينو حكم كرة قدم إكوادوري.

### ديسمبر
- 2 ديسمبر – إدواردو هورتادو لاعب كرة قدم إكوادوري.[3]

## وفيات

### أكتوبر
- 31 أكتوبر – كارلوس البرتو ديل ريو أرويو (مواليد 1893) سياسي إكوادوري.